# 한국이소룡기념사업회
한국이소룡기념사업회는 홍콩의 배우 브루스 리(이소룡, 李小龍)를 추모하고 한국 무술 영화의 역사를 널리 알리기 위해 2010년 출범한 사단법인 단체이다. 현재 한국에 '브루스 리(이소룡) 기념관'을 세우는 것을 최종 목표로 삼고 있으며, 매월 말마다 세미나를 개최하여 한국 무술 영화의 역사를 알리는데 노력하고 있다. 또한 2010년에는 한국에서 브루스 리(이소룡)의 영화인 정무문(精武門)이 개봉한 7월 27일을 '브루스리 데이'로 삼아 첫 행사를 치르기도 했다.

## 출범
한국에서는 그동안 브루스 리(이소룡)을 추모하고 기념하는 팬클럽이 여럿 있었으나, 본격적으로 브루스 리(이소룡)과 관련된 사업을 시도하는 경우는 없었다. 젊은 날 브루스 리(이소룡)에 대한 짙은 향수를 간직한 채 조촐한 소모임 형식만으로 브루스 리(이소룡)을 기억하며 일시적인 행사에 그치는 것이 안타까웠던 EBS 교양문화부 안태근 PD는 마침내 2010년 11월 27일, 브루스 리(이소룡)의 탄생 70주년을 맞이하여 한국이소룡기념사업회를 출범시킨다. 고등학교 때부터 브루스 리(이소룡) 마니아였던 안태근 PD는 한국이소룡기념사업회 공식 출범 행사를 한국영상자료원에서 개최하였고, 성황리에 행사를 끝마칠 수 있었다. 그 후 2010년 12월 20일 사단법인 등록을 완료함으로써 사단법인 한국이소룡기념사업회로 재탄생하게 되었다.

## 임원
- 회장 : 안태근 (한국교육방송 PD/한국외대 겸임교수)
- 부회장 : 임대근 (한국외대 교수)
- 국내 지회장 : 홍영철 (부산지회장/한국영화자료원 원장), 김정철 (대구지회장/경북대 의대 교수), 김병윤(대전지회장/목원대 교수)
- 해외 지회장 : 김승현 (미국지회장/댈러스 거주 사업가), 조복례 (중국지회장/텐싱영화대학 교수), 위니석 (홍콩지회장/현지 거주 코디네이터), 정민기 (캐나다지회장/팬셔대학 1학년)
- 후원회장 : 권순재 (중앙영화사 사장)
- 이사 : 백운비 (역리학자), 류경선 (한국교육방송 부단장), 김영배 (케이블 TV 사장), 성낙범, 최한승, 이형주 (이마주텍쳐 대표), 우성흠 (광고사업가), 김동준 (경영학박사), 철무정 (홍콩영화사 연구가), 황은오 (방송작가), 김명구 (사업가, 이윤수 (전문의), 장석용 (영화평론가), 이제복 (사업가), 우동우 (사업가), 연동원 (영화평론가), 이두일 (한국교육방송 프로듀서), 유혜원 (방송작가), 박성수 (무역업), 무명객 (회원)
- 총무 : 최광헌 (한국외대 대학원생)

## 활동
사단법인 한국이소룡기념사업회의 공식 행사는 2010년 11월 27일 브루스 리(이소룡) 탄생 70주년이 되는 날 열렸다. 브루스 리(이소룡) 탄생 70주년 기념 행사이자 한국이소룡기념사업회 공식 출범 행사가 그날 오후 한국영상자료원에서 대대적으로 개최되었다. 이 자리에서 맹룡과강, 용쟁호투 등 브루스 리(이소룡)의 영화들을 시청하고 안태근 PD에 의해 헌장 발표와 당시에 공식 출범 선언이 이어졌다. 현재는 매월 말마다 한국의 무술 영화 스타, 감독들을 초청하여 세미나를 열고 있으며, 지금까지 바비킴, 거룡, 당룡, 조춘, 이두용, 황정리 등 수많은 무술 스타와 감독들이 다녀갔다. 세미나는 발제와 초청 스타의 강연, 영화 상영의 순서로 이어진다. 한편, 기념사업회에서 가장 중요하게 생각하는 기념일은 7월 27일 브루스리데이로 이 날은 한국에서 <정무문>이 처음 개봉한 것을 기념하는 날이다. 현재 한국에 브루스 리(이소룡) 기념관을 세우는 것을 최종 목표로 하고 있다.

## 사업회의 목표
1. 대한민국에 브루스 리(이소룡)기념관 건립
2. 한국의 브루스 리(이소룡) 기념 및 추모 사업 실시
3. 한국의 무술 영화와 배우를 널리 알리고자 함

## 사업회 헌장
한국이소룡기념사업회는 한국에 브루스 리(이소룡) 기념관을 건립하고 당대에 최고의 액션영화를 추구했던 브루스 리(이소룡)과 한국의 무술배우들의 활동을 후대에 전하고자 한다. 이 기념사업은 새로운 영상 문화를 세계에 알린 그들의 활동상을 한국과 중국은 물론 전 세계에 알려 인류사의 자랑스러운 문화를 보존 계승하고자 함이다.

## 같이 보기
- 브루스 리(이소룡)